# 布氏似姥魚
布氏似姥魚（學名：Aspasmodes briggsi）為輻鰭魚綱喉盤魚目喉盤魚科的其中一種，該物種由J.L.B. Smith於1957年從塞席爾拉迪格島採集的一個模式標本中描述，該物種名稱是為了紀念1955年出版的吸盤魚專著的作者、美國佛羅里達大學魚類學家約翰·“傑克”·C·布里格斯 (1920-2018)，分布於西印度洋塞席爾群島海域，體長可達2.5公分，屬底棲性魚類，生活習性不明。